# 顧基文
顧基文（Michael Guglielmin，？年—）是一位來自保守黨的政客，在2025年加拿大聯邦大選中，他當選為代表旺市—木橋鎮選區的國會議員。在當選前，他是一家製鋼公司的副主席。